# Tracy Moseley
Tracy Marie Moseley (* 12. April 1979 in Worcester) ist eine ehemalige britische Mountainbikerin. Im Jahr 2010 wurde sie Weltmeisterin in der Disziplin Downhill.

## Sportlicher Werdegang
Zum Mountainbikesport kam Moseley durch ihren Bruder Ed, nachdem dieser angefangen hatte, Cross-Country-Rennen zu fahren. Ihr erster Wettbewerb war ein Rennen, das 1992 auf Farm ihrer Familie stattfand. Zum Downhill kam sie 1994, bereits 1995 wurde sie britische Junioren-Meisterin. Ihr erstes internationales Rennen war die Weltmeisterschaft 1995, bei der sie den 8. Platz bei den Junioren belegte. 1997 wurde sie erstmals nationale Meisterin in der Elite. Im Jahr 2001 gewann sie das erste Weltcup-Rennen im Downhill.
Bis 2004 startete Moseley neben dem Downhill auch im Bikercross. 1997 und 1998 wurde sie Britische Meisterin im Dual Slalom, nach Einführung der Disziplin gewann sie die 2001 die nationale Meisterschaft und 2003 ein Weltcup-Rennen im Fourcross.
Von 2003 bis 2011 gehörte Moseley zu den weltbesten Downhill-Fahrerinnen. 2006 gewann sie erstmals die Weltcup-Gesamtwertung, 2010 wurde sie in Mont Sainte-Anne Weltmeisterin. Im Jahr 2011 gewann sie das zweite Mal die Weltcup-Gesamtwertung und beendete die Saison auf Platz 1 der Weltrangliste.
Ab der Saison 2012 wechselte Moseley zum MTB-Enduro. In den Jahren 2013 bis 2015 war sie die dominierende Fahrerin in der neu geschaffenen Enduro World Series, deren Gesamtwertung sie in allen drei Jahren gewann. Zum Ende der Saison 2015 erklärte Moseley ihren Rücktritt vom Profi-Sport.

## Erfolge
1995
- Britische Meisterin (Junioren) – Downhill

1996
- Britische Meisterin (Junioren) – Downhill

1997
- Britische Meisterin – Dual Slalom
- Weltmeisterschaften (Junioren) – Downhill

1998
- Britische Meisterin – Downhill
- Britische Meisterin – Dual Slalom

2000
- Britische Meisterin – Downhill

2001
- Britische Meisterin – Downhill
- Europameisterschaften – Downhill

2002
- Britische Meisterin – Downhill
- Britische Meisterin – Fourcross
- ein Weltcup-Erfolg – Downhill

2003
- Britische Meisterin – Fourcross
- ein Weltcup-Erfolg – Fourcross

2004
- Britische Meisterin – Downhill
- ein Weltcup-Erfolg – Downhill

2005
- drei Weltcup-Erfolge – Downhill
- Europameisterschaften – Downhill

2006
- Britische Meisterin – Downhill
- Weltmeisterschaften – Downhill
- drei Weltcup-Erfolge – Downhill
- Gesamtwertung UCI-MTB-Weltcup – Downhill

2007
- Britische Meisterin – Downhill

2009
- Weltmeisterschaften – Downhill

zwei Weltcup-Erfolge – Downhill
2010
- Weltmeisterschaften – Downhill

2011
- Britische Meisterin – Downhill
- vier Weltcup-Erfolge – Downhill
- Gesamtwertung UCI-MTB-Weltcup – Downhill

2013
- fünf Erfolge und Gesamtwertung Enduro World Series

2014
- drei Erfolge und Gesamtwertung Enduro World Series

2015
- sechs Erfolge und Gesamtwertung Enduro World Series